# American Recordings
 Ovo je glavno značenje pojma American Recordings. Za album Johnnyja Casha pogledajte American Recordings (album).
American Recordings je američka diskografska kuća, osnovana 1988. godine u Los Angelesu, gdje je danas i sjedište tvrtke. Danas je American Recordings diskografska etiketa multinacionalne korporacije Sony Music Entertainment. Diskografsku kuću je osnovao Rick Rubin 1988. godine. Trenutno, American Recordings glavni je distributer i promotor albuma za SAD.

## Povijest trvrtke
American Recordings je osnovana 1988. godine pod imenom Def American Recordings, nakon što je Rubin napustio Def Jam, gdje je većinom preducirao rap i metal glazbenike. Kad je Rubin 1993. godine u riječniku pogledao za riječ Def i kad je saznao značenje odmah je tu riječ izbacio iz imena kuće.

## Sadašnji izvođači
| - The Avett Brothers - Neil Diamond - Howlin Rain | - The (International) Noise Conspiracy - Luna Halo - Ours - Tom Petty | - Slayer - Dan Wilson - ZZ Top |  |

## Bivši izvođači
| - Jazz Lee Alston - American Head Charge - Dan Baird - Frank Black - The Black Crowes - BLAQUE SPURM - Blackeyed Susans - Chino XL - Andrew "Dice" Clay - Julian Cope - Crown Heights - Danzig - Deconstruction - Digital Orgasm - DJ Kool - Donovan - Pete Droge - Electric Company - Fireside - Flipper - The Four Horsemen - The Freewheelers - John Frusciante - Geto Boys - God Lives Underwater | - The Jesus and Mary Chain - Johnny Cash - Nusrat Fateh Ali Khan - Kinfolk - Kwest tha Madd Ladd - Laika - Lindsey - Lords of Acid - Lordz of Brooklyn - Loudermilk - Love and Rockets - Manmade God - Masters of Reality - MC 900 Ft. Jesus - Medicine - Messiah - Milk - Mouse on Mars - Noise Ratchet - The Mother Hips - The Nonce - Paloalto - Jonny Polonsky - Pram - Pretty Tone Capone - Psychotica | - Red Devils - The Jim Rose Circus Sideshow - Ruth Ruth - Sir Mix-a-Lot - Skinny Puppy - Stiffs Inc. - Supreme Love Gods - Survival Research Laboratories - Swell - System of a Down - Thee Hypnotics - Th' Faith Healers - Thomas Jefferson Slave Apartments - Trouble - Unida - The Vacation - Vell Bakardy - Vitro - V.3 - Saul Williams - Wesley Willis - Wolfsbane - Jayhawks - Raging Slab - Barkmarket |  |

## Vanjske poveznice
American Recordings na MusicBrainz